# Чандыр (Узбекистан)
Чандыр (узб. Chandir / Чандир) — посёлок городского типа, расположенный на территории Шафирканского района Бухарской области Республики Узбекистан.

Статус посёлка городского типа с 2009 года.